# Omoplax
Omoplax is een geslacht van wantsen uit de familie van de Tingidae (Netwantsen). Het geslacht werd voor het eerst wetenschappelijk beschreven door Géza Horváth in 1912.

## Soorten
Het genus bevat de volgende soorten:

- Omoplax desecta (Horváth, 1912)
- Omoplax karubei Souma, 2022
- Omoplax majorcarinae Guilbert, 2001
- Omoplax mukojimensis Souma, 2022